# Futebol nos Jogos Olímpicos de Verão de 2016 - Masculino
O torneio masculino de futebol nos Jogos Olímpicos de Verão de 2016 ocorreu entre 4 e 20 de agosto. Foi a vigésima sexta edição do futebol nos Jogos Olímpicos. As partidas foram realizadas em sete estádios de seis cidades espalhadas por várias regiões do Brasil.
Um total de 16 equipes se classificaram para competir o evento, sendo divididas em quatro grupos de quatro equipes cada para a disputa da primeira fase. Duas seleções de cada grupo avançaram à segunda fase, onde a disputa passou a ser eliminatória, compreendendo as quartas de final, semifinal e final.
O Brasil ganhou pela primeira vez a medalha de ouro olímpica ao derrotar a Alemanha na final por pênaltis por 5 a 4 e a Nigéria superou Honduras por 3 a 2 e ficou com a medalha de bronze.
Como anfitrião do evento, o Brasil é o quarto país a conquistar a medalha de ouro no futebol, o mesmo com o Reino Unido em 1908, Bélgica em 1920 e a Espanha em 1992.

## Medalhistas
|  | BRA Brasil |  | GER Alemanha |  | NGA Nigéria |
|  | Weverton Zeca Rodrigo Caio Marquinhos Renato Augusto Douglas Santos Luan Rafinha Gabriel Neymar Gabriel Jesus Walace William Luan Garcia Rodrigo Dourado Thiago Maia Felipe Anderson Uilson |  | Timo Horn Jeremy Toljan Lukas Klostermann Matthias Ginter Niklas Süle Sven Bender Max Meyer Lars Bender Davie Selke Leon Goretzka Julian Brandt Jannik Huth Philipp Max Robert Bauer Max Christiansen Grischa Prömel Serge Gnabry Nils Petersen |  | Daniel Akpeyi Muenfuh Sincere Kingsley Madu Abdullahi Shehu Saturday Erimuya William Troost-Ekong Aminu Umar Oghenekaro Etebo Imoh Ezekiel John Obi Mikel Oluwafemi Ajayi Saliu Popoola Umar Sadiq Azubuike Okechukwu Ndifreke Udo Stanley Amuzie Mohammed Usman Emmanuel Daniel |

## Qualificação
| Confederação      | Competição                               | Data de encerramento   | Sede                      | Vagas | Seleções qualificadas | Melhor resultado         |
| ----------------- | ---------------------------------------- | ---------------------- | ------------------------- | ----- | --------------------- | ------------------------ |
| País sede         | —                                        | —                      | —                         | 1     | Brasil                | Prata (1984, 1988, 2012) |
| AFC               | Campeonato Asiático Sub-23 de 2016       | 30 de janeiro de 2016  | Catar                     | 3     | Japão                 | Bronze (1968)            |
| AFC               | Campeonato Asiático Sub-23 de 2016       | 30 de janeiro de 2016  | Catar                     | 3     | Coreia do Sul         | Bronze (2012)            |
| AFC               | Campeonato Asiático Sub-23 de 2016       | 30 de janeiro de 2016  | Catar                     | 3     | Iraque                | 4º lugar (2004)          |
| CAF               | Campeonato Africano Sub-23 de 2015       | 12 de dezembro de 2015 | Senegal                   | 3     | Nigéria               | Ouro (1996)              |
| CAF               | Campeonato Africano Sub-23 de 2015       | 12 de dezembro de 2015 | Senegal                   | 3     | Argélia               | 8º lugar (1980)          |
| CAF               | Campeonato Africano Sub-23 de 2015       | 12 de dezembro de 2015 | Senegal                   | 3     | África do Sul         | 11º lugar (2000)         |
| CONCACAF          | Torneio Pré-Olímpico da CONCACAF de 2015 | 13 de outubro de 2015  | Estados Unidos            | 2     | Honduras              | 7º lugar (2012)          |
| CONCACAF          | Torneio Pré-Olímpico da CONCACAF de 2015 | 13 de outubro de 2015  | Estados Unidos            | 2     | México                | Ouro (2012)              |
| CONMEBOL          | Campeonato Sul-Americano Sub-20 de 2015  | 7 de fevereiro de 2015 | Uruguai                   | 1     | Argentina             | Ouro (2004, 2008)        |
| OFC               | Futebol nos Jogos do Pacífico de 2015    | 18 de julho de 2015    | Papua-Nova Guiné          | 1     | Fiji                  | Primeira participação    |
| UEFA              | Campeonato Europeu Sub-21 de 2015        | 30 de junho de 2015    | Chéquia                   | 4     | Alemanha              | Bronze (1988)            |
| UEFA              | Campeonato Europeu Sub-21 de 2015        | 30 de junho de 2015    | Chéquia                   | 4     | Dinamarca             | Prata (1908, 1912, 1960) |
| UEFA              | Campeonato Europeu Sub-21 de 2015        | 30 de junho de 2015    | Chéquia                   | 4     | Portugal              | 4º lugar (1996)          |
| UEFA              | Campeonato Europeu Sub-21 de 2015        | 30 de junho de 2015    | Chéquia                   | 4     | Suécia                | Ouro (1948)              |
| CONCACAF CONMEBOL | Repescagem                               | 29 de março de 2016    | Colômbia · Estados Unidos | 1     | Colômbia              | 10º lugar (1968)         |

## Sorteio
O sorteio dos grupos foi realizado em 14 de abril de 2016. Brasil, México, Argentina e Japão foram escolhidas como cabeças de chave e colocadas nos grupos A, B, C e D respectivamente. As equipes restantes foram divididas em 4 potes, de acordo com a classificação dos últimos 5 Jogos Olímpicos.
| Pote 1 | Pote 2                                        | Pote 3                                     | Pote 4                                      |
| --- | --------------------------------------------- | ------------------------------------------ | ------------------------------------------- |
| - Brasil (cabeça de chave, A) - Argentina (cabeça de chave, D) - México (cabeça de chave, C) - Japão (cabeça de chave, B) | - Nigéria - Coreia do Sul - Honduras - Iraque | - Suécia - Fiji - Portugal - África do Sul | - Argélia - Colômbia - Dinamarca - Alemanha |

## Convocações
Cada equipe deveria enviar um time de 18 jogadores sendo no mínimo dois goleiros. Foi permitido a cada país enviar até três atletas com idade superior a 23 anos. Cada equipe poderia também manter uma lista alternativa de 4 jogadores que poderiam substituir qualquer atleta da lista oficial em caso de lesão.
Além disso, diferentemente de Londres 2012, desta vez o torneio não fez parte da chamada Data FIFA, muito por conta da Eurocopa de 2016 e da Copa América Centenário, que haviam sido disputadas recentemente. Assim, os clubes não foram obrigados a liberar para a disputa dos Jogos os jogadores com idade acima de 23 anos.

## Arbitragem
Em 2 de maio de 2016, a FIFA divulgou os dezesseis trios de arbitragem masculinos que atuaram nas Olímpiadas:
| Árbitros               | Assistentes                                  |
| AFC                    | AFC                                          |
| ---------------------- | -------------------------------------------- |
| KSA Fahad Al-Mirdasi   | KSA Abdulah Alshalwai KSA Mohammed Al Abakry |
| IRI Alireza Faghani    | IRI Reza Sokhandan IRI Mohammadreza Mansouri |
| JPN Ryuji Sato         | JPN Toru Sagara JPN Hiroshi Yamauchi         |
| CAF                    |                                              |
| SEN Malang Diedhiou    | SEN Djibril Camara SEN El Hadji Malick Samba |
| EGY Ghead Grisha       | MAR Redouane Achik SUD Waleed Ahmed          |
| GHA Joseph Lamptey[Ar] |                                              |
| CONCACAF               |                                              |
| GUA Walter López       | CRC Leonel Leal GUA Gerson López             |
| MEX César Ramos        | MEX Marvin Torrentera MEX Miguel Hernández   |
| OFC                    |                                              |
| NZL Matthew Conger     | NZL Simon Lount TGA Tevita Makasini          |

| Árbitros                | Assistentes                                   |
| CONMEBOL                | CONMEBOL                                      |
| ----------------------- | --------------------------------------------- |
| ARG Néstor Pitana       | ARG Hernan Maidana ARG Juan Pablo Belatti     |
| BRA Sandro Ricci        | BRA Emerson de Carvalho BRA Marcelo Van Gasse |
| ECU Roddy Zambrano      | ECU Christian Lescano ECU Byron Romero        |
| PER Diego Haro[Ar]      |                                               |
| UEFA                    |                                               |
| TUR Cüneyt Çakır        | TUR Bahattin Duran TUR Tarık Ongun            |
| ROU Ovidiu Hațegan      | ROU Octavian Șovre ROU Sebastian Gheorghe     |
| RUS Sergei Karasev      | RUS Tikhon Kalugin RUS Nikolay Golubev        |
| ESP Antonio Mateu Lahoz | ESP Pau Cebrián Devís ESP Roberto Díaz Pérez  |
| FRA Clément Turpin      | FRA Frédéric Cano FRA Nicolas Danos           |

- Ar ^  Árbitro reserva

## Fase de grupos
Na primeira fase as seleções foram divididas em quatro grupos de quatro equipas, que deram classificação às quartas de final para as duas primeiras classificadas.

### Grupo A

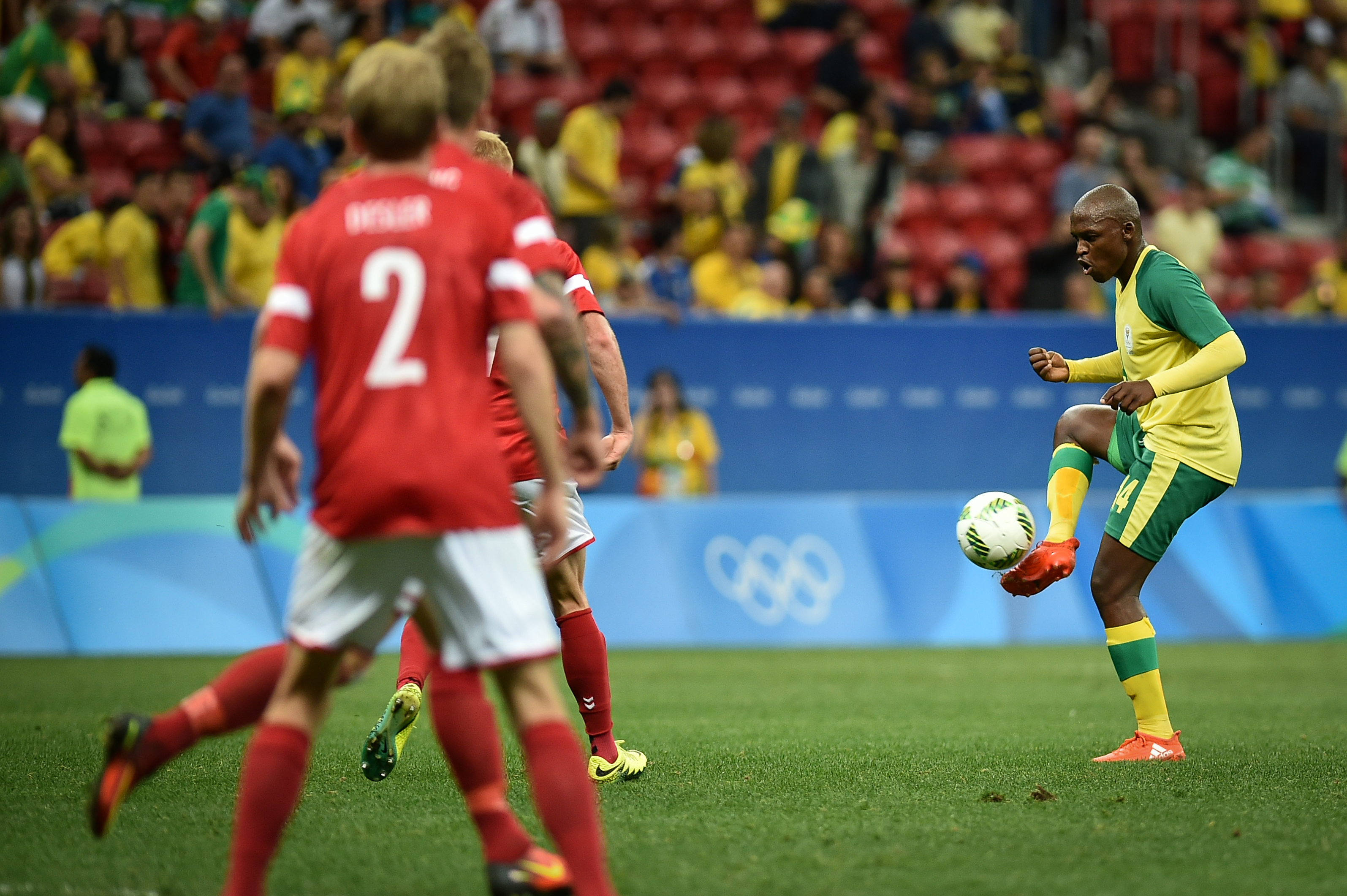
Dinamarca–África do Sul em Brasília.

|  | Seleções classificadas para as quartas de final. |

| Seleção       | P | J | V | E | D | GP | GC | SG |
| ------------- | - | - | - | - | - | -- | -- | -- |
| Brasil        | 5 | 3 | 1 | 2 | 0 | 4  | 0  | +4 |
| Dinamarca     | 4 | 3 | 1 | 1 | 1 | 1  | 4  | –3 |
| Iraque        | 3 | 3 | 0 | 3 | 0 | 1  | 1  | 0  |
| África do Sul | 2 | 3 | 0 | 2 | 1 | 1  | 2  | –1 |

Ordenamento da classificação: 1) Pontos; 2) Diferença de gol(o)s total; 3) Gol(o)s marcados; 4) Sorteio.
| 4 de agosto | Iraque | 0 – 0        | Dinamarca | Estádio Nacional, Brasília               |
| 13:00       |        | FIFA RIO2016 |           | Público: 18 000 Árbitro: MEX César Ramos |

| 4 de agosto | Brasil | 0 – 0        | África do Sul | Estádio Nacional, Brasília                       |
| 16:00       |        | FIFA RIO2016 |               | Público: 69 389 Árbitro: ESP Antonio Mateu Lahoz |

| 7 de agosto | Dinamarca | 1 – 0        | África do Sul | Estádio Nacional, Brasília              |
| 19:00       | Skov 69'  | FIFA RIO2016 |               | Público: 32 314 Árbitro: JPN Ryuji Sato |

| 7 de agosto | Brasil | 0 – 0        | Iraque | Estádio Nacional, Brasília                  |
| 22:00       |        | FIFA RIO2016 |        | Público: 65 829 Árbitro: ROU Ovidiu Hațegan |

| 10 de agosto | Dinamarca | 0 – 4        | Brasil                                          | Arena Fonte Nova, Salvador                   |
| 22:00        |           | FIFA RIO2016 | Gabriel 26', 80' · Gabriel Jesus 40' · Luan 50' | Público: 41 067 Árbitro: IRI Alireza Faghani |

| 10 de agosto | África do Sul | 1 – 1        | Iraque         | Arena Corinthians, São Paulo                |
| 22:00        | Motupa 6'     | FIFA RIO2016 | Abdul-Amir 14' | Público: 37 742 Árbitro: ECU Roddy Zambrano |

### Grupo B

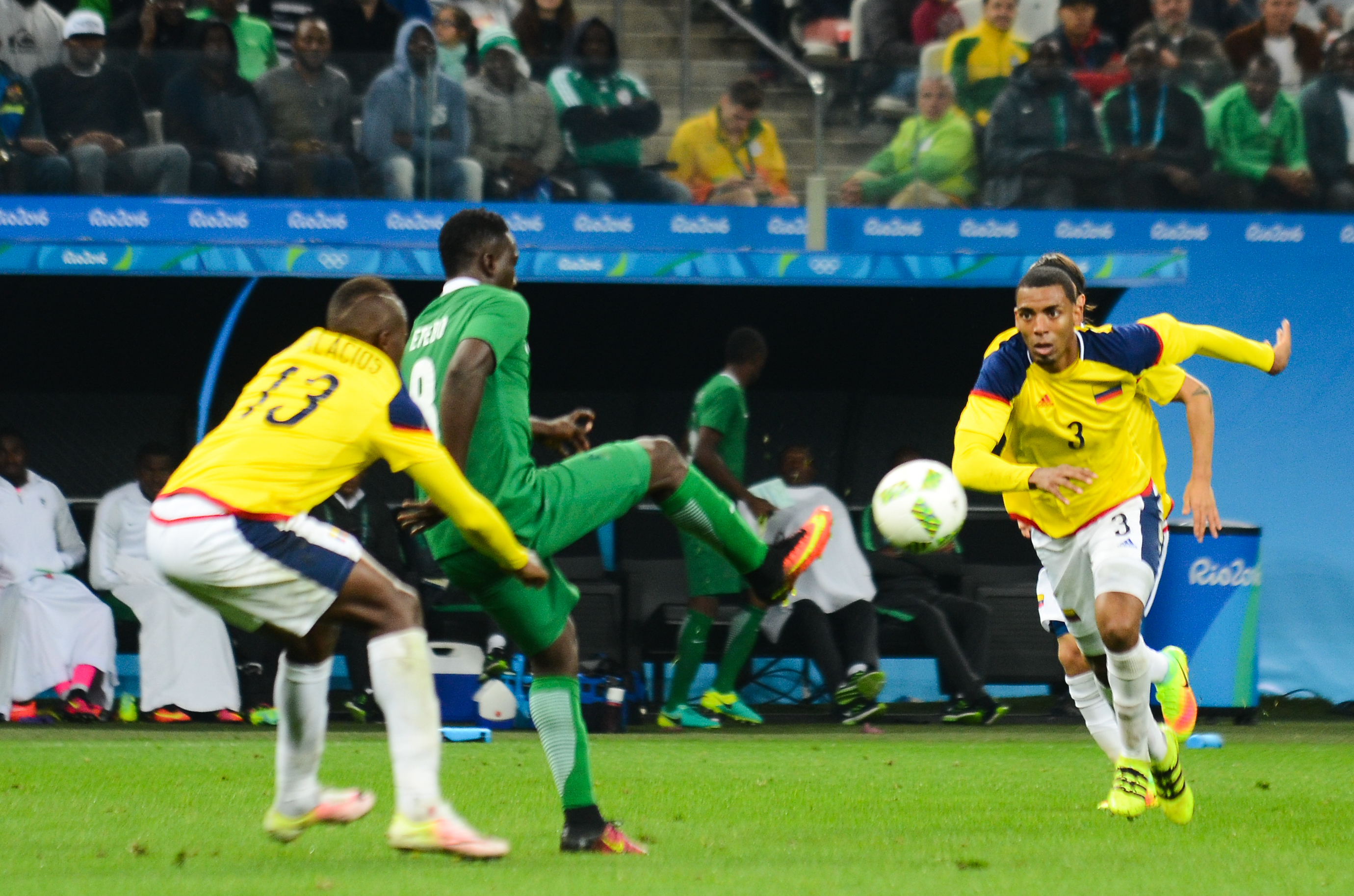
Colômbia–Nigéria em São Paulo.

| Seleção  | P | J | V | E | D | GP | GC | SG |
| -------- | - | - | - | - | - | -- | -- | -- |
| Nigéria  | 6 | 3 | 2 | 0 | 1 | 6  | 6  | 0  |
| Colômbia | 5 | 3 | 1 | 2 | 0 | 6  | 4  | +2 |
| Japão    | 4 | 3 | 1 | 1 | 1 | 7  | 7  | 0  |
| Suécia   | 1 | 3 | 0 | 1 | 2 | 2  | 4  | –2 |

Ordenamento da classificação: 1) Pontos; 2) Diferença de gol(o)s total; 3) Gol(o)s marcados; 4) Sorteio.
| 4 de agosto | Suécia                    | 2 – 2        | Colômbia                        | Arena da Amazônia, Manaus                     |
| 18:00       | Ishak 43' · Ajdarević 62' | FIFA RIO2016 | Gutiérrez 17' · Pabón 75' (pen) | Público: 29 996 Árbitro: KSA Fahad Al-Mirdasi |

| 4 de agosto | Nigéria                                   | 5 – 4        | Japão                                                     | Arena da Amazônia, Manaus                   |
| 21:00       | Sadiq 6' · Etebo 10', 42', 52' (pen), 66' | FIFA RIO2016 | Koroki 9' (pen) · Minamino 12' · Asano 70' · Suzuki 90+5' | Público: 29 996 Árbitro: FRA Clément Turpin |

| 7 de agosto | Suécia | 0 – 1        | Nigéria   | Arena da Amazônia, Manaus                   |
| 18:00       |        | FIFA RIO2016 | Sadiq 40' | Público: 23 892 Árbitro: NZL Matthew Conger |

| 7 de agosto | Japão                    | 2 – 2        | Colômbia                           | Arena da Amazônia, Manaus                   |
| 21:00       | Asano 67' · Nakajima 74' | FIFA RIO2016 | Gutiérrez 59' · Fijiharu 65' (g.c) | Público: 26 603 Árbitro: RUS Sergey Karasev |

| 10 de agosto | Colômbia                       | 2 – 0        | Nigéria | Arena Corinthians, São Paulo             |
| 19:00        | Gutiérrez 4' · Pabón 63' (pen) | FIFA RIO2016 |         | Público: 36 702 Árbitro: MEX César Ramos |

| 10 de agosto | Japão      | 1 – 0        | Suécia | Arena Fonte Nova, Salvador                   |
| 19:00        | Yajima 65' | FIFA RIO2016 |        | Público: 17 821 Árbitro: SEN Malang Diedhiou |

### Grupo C

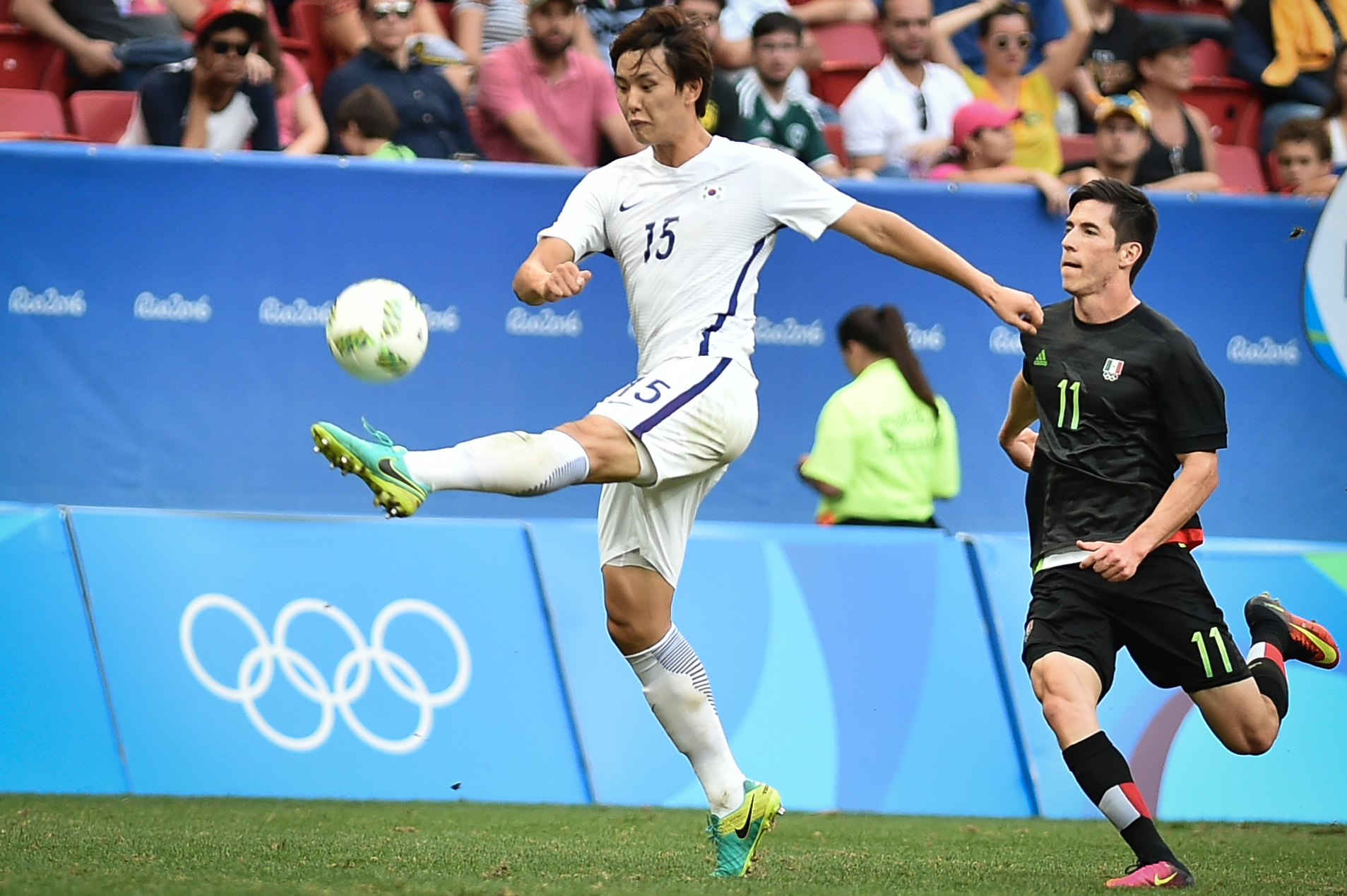
Coreia do Sul–México em Brasília.

| Seleção       | P | J | V | E | D | GP | GC | SG  |
| ------------- | - | - | - | - | - | -- | -- | --- |
| Coreia do Sul | 7 | 3 | 2 | 1 | 0 | 12 | 3  | +9  |
| Alemanha      | 5 | 3 | 1 | 2 | 0 | 15 | 5  | +10 |
| México        | 4 | 3 | 1 | 1 | 1 | 7  | 4  | +3  |
| Fiji          | 0 | 3 | 0 | 0 | 3 | 1  | 23 | -22 |

Ordenamento da classificação: 1) Pontos; 2) Diferença de gol(o)s total; 3) Gol(o)s marcados; 4) Sorteio.
| 4 de agosto | México                    | 2 – 2        | Alemanha                | Arena Fonte Nova, Salvador                   |
| 17:00       | Peralta 52' · Pizarro 60' | FIFA RIO2016 | Gnabry 58' · Ginter 78' | Público: 16 500 Árbitro: IRI Alireza Faghani |

| 4 de agosto | Fiji | 0 – 8        | Coreia do Sul                                                                                              | Arena Fonte Nova, Salvador                   |
| 20:00       |      | FIFA RIO2016 | Ryu Seung-woo 32', 63', 90+3' · Kwon Chang-hoon 62', 63' · Son Heung-min 72' (pen) · Suk Hyun-jun 77', 90' | Público: 16 000 Árbitro: SEN Malang Diedhiou |

| 7 de agosto | Fiji        | 1 – 5        | México                                     | Arena Fonte Nova, Salvador                |
| 13:00       | Krishna 10' | FIFA RIO2016 | Gutiérrez 48', 55', 58', 73' · Salcedo 67' | Público: 11 200 Árbitro: EGY Gehad Grisha |

| 7 de agosto | Alemanha                      | 3 – 3        | Coreia do Sul                                             | Arena Fonte Nova, Salvador                 |
| 16:00       | Gnabry 33', 90+2' · Selke 55' | FIFA RIO2016 | Hwang Hee-chan 25' · Son Heung-min 57' · Suk Hyun-jun 87' | Público: 17 121 Árbitro: ARG Néstor Pitana |

| 10 de agosto | Alemanha                                                                      | 10 – 0       | Fiji | Estádio Mineirão, Belo Horizonte              |
| 16:00        | Gnabry 8', 45' · Petersen 14', 33', 40', 63' (pen), 70' · Meyer 30', 49', 52' | FIFA RIO2016 |      | Público: 16 521 Árbitro: KSA Fahad Al-Mirdasi |

| 10 de agosto | Coreia do Sul       | 1 – 0        | México | Estádio Nacional, Brasília                  |
| 16:00        | Kwon Chang-hoon 77' | FIFA RIO2016 |        | Público: 19 332 Árbitro: FRA Clément Turpin |

### Grupo D

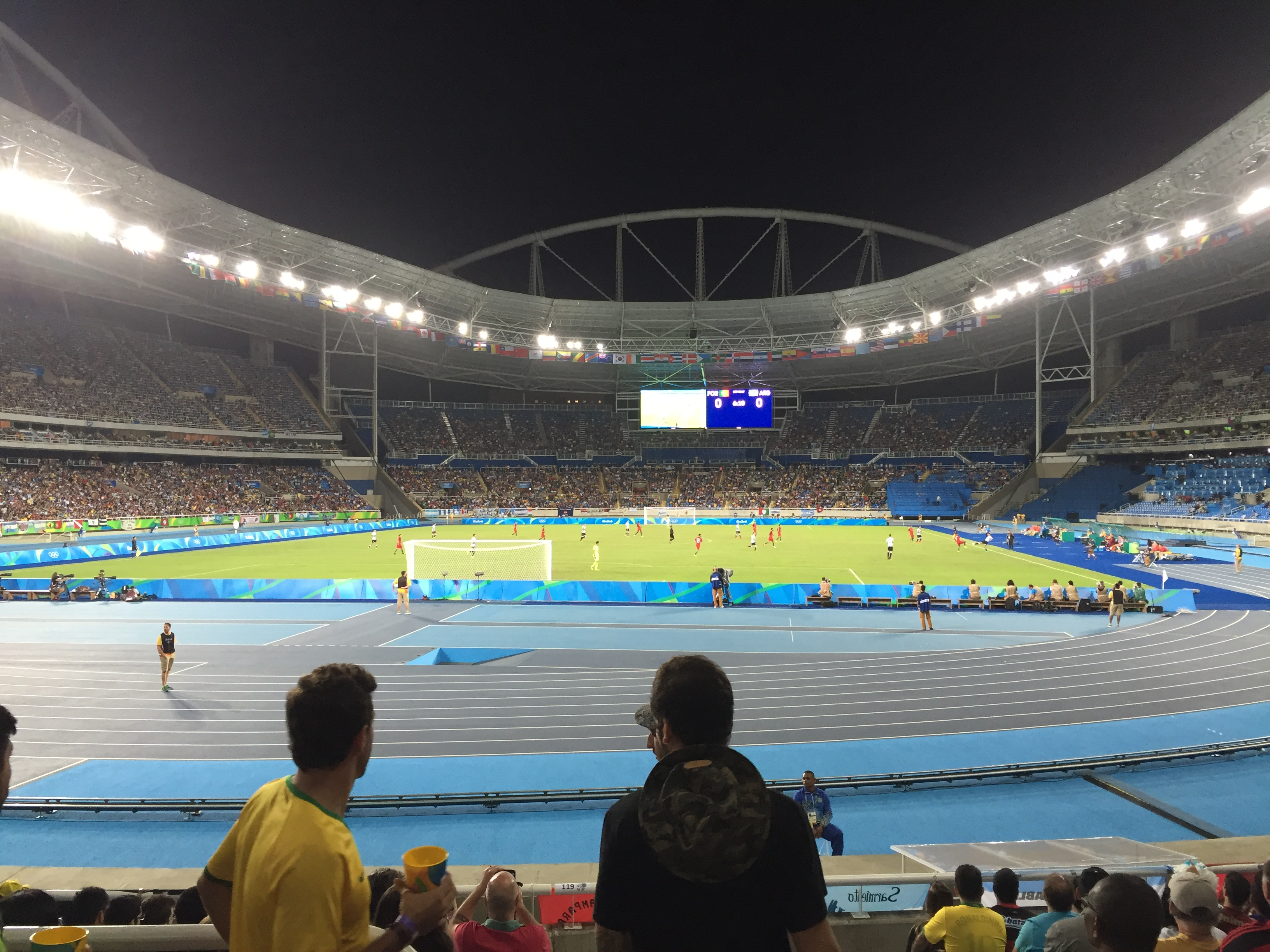
Portugal–Argentina no Rio de Janeiro.

| Seleção   | P | J | V | E | D | GP | GC | SG |
| --------- | - | - | - | - | - | -- | -- | -- |
| Portugal  | 7 | 3 | 2 | 1 | 0 | 5  | 2  | +3 |
| Honduras  | 4 | 3 | 1 | 1 | 1 | 5  | 5  | 0  |
| Argentina | 4 | 3 | 1 | 1 | 1 | 3  | 4  | –1 |
| Argélia   | 1 | 3 | 0 | 1 | 2 | 4  | 6  | –2 |

Ordenamento da classificação: 1) Pontos; 2) Diferença de gol(o)s total; 3) Gol(o)s marcados; 4) Sorteio.
| 4 de agosto | Honduras                              | 3 – 2        | Argélia                      | Estádio Olímpico, Rio de Janeiro          |
| 15:00       | Quioto 13' · Pereira 33' · Lozano 79' | FIFA RIO2016 | Bendebka 68' · Bounedjah 85' | Público: 20 000 Árbitro: BRA Sandro Ricci |

| 4 de agosto | Portugal                 | 2 – 0        | Argentina | Estádio Olímpico, Rio de Janeiro          |
| 18:00       | Paciência 66' · Pité 84' | FIFA RIO2016 |           | Público: 37 407 Árbitro: GUA Walter López |

| 7 de agosto | Honduras | 1 – 2        | Portugal                       | Estádio Olímpico, Rio de Janeiro            |
| 15:00       | Elis 1'  | FIFA RIO2016 | Figueiredo 21' · Paciência 36' | Público: 32 928 Árbitro: ECU Roddy Zambrano |

| 7 de agosto | Argentina                | 2 – 1        | Argélia      | Estádio Olímpico, Rio de Janeiro          |
| 18:00       | Correa 47' · Calleri 70' | FIFA RIO2016 | Bendebka 64' | Público: 37 450 Árbitro: TUR Cüneyt Çakır |

| 10 de agosto | Argélia       | 1 – 1        | Portugal            | Estádio Mineirão, Belo Horizonte            |
| 13:00        | Benkablia 25' | FIFA RIO2016 | Paciência 30' (pen) | Público: 13 787 Árbitro: NZL Matthew Conger |

| 10 de agosto | Argentina      | 1 – 1        | Honduras         | Estádio Nacional, Brasília                       |
| 13:00        | Martínez 90+3' | FIFA RIO2016 | Lozano 75' (pen) | Público: 16 029 Árbitro: ESP Antonio Mateu Lahoz |

## Fase final

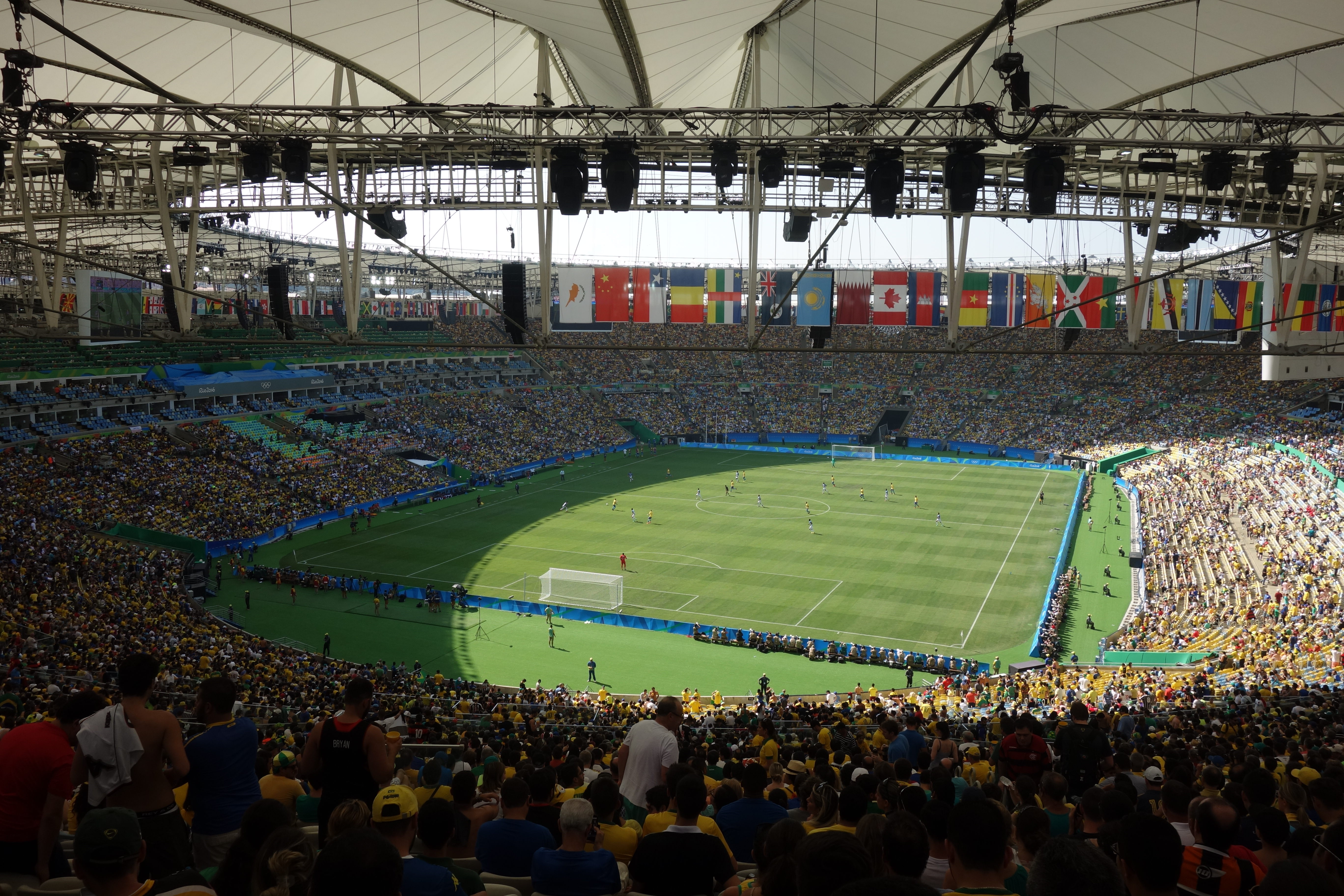
Estádio do Maracanã durante a semifinal entre Brasil e Honduras.

As seleções apuradas depois da fase de grupos seguiram para a fase a eliminar, onde as equipas que chegaram à discussão das medalhas disputaram mais três jogos.
|  | Quartas de final              | Quartas de final         |                               |         | Semifinais        | Semifinais        |  |  | Medalha de ouro               | Medalha de ouro |
|  |                               |                          |                               |         |                   |                   |  |  |                               |                 |
|  | 13 de agosto – São Paulo      |                          |                               |         |                   |                   |  |  |                               |                 |
|  |                               |                          |                               |         |                   |                   |  |  |                               |                 |
|  | Brasil                        | 2                        |                               |         |                   |                   |  |  |                               |                 |
|  | Brasil                        | 2                        | 17 de agosto – Rio de Janeiro |         |                   |                   |  |  |                               |                 |
|  | Colômbia                      | 0                        |                               |         |                   |                   |  |  |                               |                 |
|  | Colômbia                      | 0                        | Brasil                        | 6       |                   |                   |  |  |                               |                 |
|  | 13 de agosto – Belo Horizonte |                          | Brasil                        | 6       |                   |                   |  |  |                               |                 |
|  |                               | Honduras                 | 0                             |         |                   |                   |  |  |                               |                 |
|  | Coreia do Sul                 | Honduras                 | 0                             | 0       |                   |                   |  |  |                               |                 |
|  | Coreia do Sul                 |                          | 20 de agosto – Rio de Janeiro | 0       |                   |                   |  |  |                               |                 |
|  | Honduras                      | 1                        |                               |         |                   |                   |  |  |                               |                 |
|  | Honduras                      | 1                        | Brasil (pen)                  | 1 (5)   |                   |                   |  |  |                               |                 |
|  | 13 de agosto – Salvador       |                          | Brasil (pen)                  | 1 (5)   |                   |                   |  |  |                               |                 |
|  |                               | Alemanha                 | 1 (4)                         |         |                   |                   |  |  |                               |                 |
|  | Nigéria                       | Alemanha                 | 1 (4)                         | 2       |                   |                   |  |  |                               |                 |
|  | Nigéria                       | 17 de agosto – São Paulo |                               | 2       |                   |                   |  |  |                               |                 |
|  | Dinamarca                     | 0                        |                               |         |                   |                   |  |  |                               |                 |
|  | Dinamarca                     | 0                        | Nigéria                       | 0       | Medalha de bronze | Medalha de bronze |  |  |                               |                 |
|  | 13 de agosto – Brasília       |                          | Nigéria                       | 0       | Medalha de bronze | Medalha de bronze |  |  |                               |                 |
|  |                               | Alemanha                 | 2                             |         |                   |                   |  |  |                               |                 |
|  | Portugal                      | Alemanha                 | 2                             | 0       | Honduras          | 2                 |  |  |                               |                 |
|  | Portugal                      |                          |                               | 0       | Honduras          | 2                 |  |  |                               |                 |
|  | Alemanha                      | 4                        |                               | Nigéria | 3                 |                   |  |  |                               |                 |
|  | Alemanha                      | 4                        |                               |         | 3                 |                   |  |  |                               |                 |
|  |                               |                          |                               |         |                   |                   |  |  | 20 de agosto – Belo Horizonte |                 |
|  |                               |                          |                               |         |                   |                   |  |  |                               |                 |

### Quartas de final
| 13 de agosto | Portugal | 0 – 4        | Alemanha                                        | Estádio Nacional, Brasília                |
| 13:00        |          | FIFA RIO2016 | Gnabry 45+1' · Ginter 57' · Selke 75' · Max 87' | Público: 55 412 Árbitro: GUA Walter López |

| 13 de agosto | Nigéria              | 2 – 0        | Dinamarca | Arena Fonte Nova, Salvador                |
| 16:00        | Mikel 16' · Umar 59' | FIFA RIO2016 |           | Público: 30 307 Árbitro: BRA Sandro Ricci |

| 13 de agosto | Coreia do Sul | 0 – 1        | Honduras | Estádio Mineirão, Belo Horizonte          |
| 19:00        |               | FIFA RIO2016 | Elis 59' | Público: 36 704 Árbitro: EGY Gehad Grisha |

| 13 de agosto | Brasil                | 2 – 0        | Colômbia | Arena Corinthians, São Paulo              |
| 22:00        | Neymar 12' · Luan 83' | FIFA RIO2016 |          | Público: 41 560 Árbitro: TUR Cüneyt Çakır |

### Semifinais
| 17 de agosto | Brasil                                                                      | 6 – 0        | Honduras | Estádio Maracanã, Rio de Janeiro            |
| 13:00        | Neymar 1', 90+1' (pen) · Gabriel Jesus 26', 35' · Marquinhos 51' · Luan 79' | FIFA RIO2016 |          | Público: 52 457 Árbitro: ROU Ovidiu Hațegan |

| 17 de agosto | Nigéria | 0 – 2        | Alemanha                      | Arena Corinthians, São Paulo               |
| 16:00        |         | FIFA RIO2016 | Klostermann 9' · Petersen 89' | Público: 35 562 Árbitro: ARG Néstor Pitana |

### Disputa pelo bronze
| 20 de agosto | Honduras                 | 2 – 3        | Nigéria                   | Estádio Mineirão, Belo Horizonte         |
| 13:00        | Lozano 71' · Pereira 86' | FIFA RIO2016 | Sadiq 34', 56' · Umar 49' | Público: 9 091 Árbitro: BRA Sandro Ricci |

### Final
| 20 de agosto | Brasil     | 1 – 1 (pro)  | Alemanha  | Estádio Maracanã, Rio de Janeiro |
| 17:30        | Neymar 26' | FIFA RIO2016 | Meyer 59' | Público: 63 707 Árbitro: IRI Alireza Faghani Assistente1: IRI Reza Sokhandan Assistente2: IRI Mohammadreza Mansouri 4º Árbitro: SEN Malang Diedhiou 5º Árbitro: SEN Djibril Camara |

|                                               |       | Penalidades                        |  |
| Renato Augusto Marquinhos Rafinha Luan Neymar | 5 – 4 | Ginter Gnabry Brandt Süle Petersen |  |

| Brasil | Alemanha |

| G              | 1  | Weverton         |     |     |
| LD             | 2  | Zeca             | 30' |     |
| Z              | 3  | Rodrigo Caio     |     |     |
| Z              | 4  | Marquinhos       |     |     |
| LE             | 6  | Douglas Santos   |     |     |
| V              | 12 | Walace           |     |     |
| V              | 5  | Renato Augusto   |     |     |
| M              | 7  | Luan             |     |     |
| A              | 10 | Neymar           |     |     |
| A              | 9  | Gabigol          | 44' | 70' |
| A              | 11 | Gabriel Jesus    |     | 95' |
| Substituições: |    |                  |     |     |
| V              | 8  | Rafael Alcântara |     | 95' |
| M              | 17 | Felipe Anderson  |     | 70' |
| Treinador:     |    |                  |     |     |
| Rogério Micale |    |                  |     |     |

| G              | 1  | Timo Horn         |     |     |
| LD             | 2  | Jeremy Toljan     |     |     |
| Z              | 3  | Lukas Klostermann |     |     |
| Z              | 4  | Matthias Ginter   |     |     |
| LE             | 6  | Sven Bender       | 81' |     |
| V              | 5  | Niklas Süle       | 89' |     |
| V              | 7  | Max Meyer         |     |     |
| M              | 8  | Lars Bender       |     | 67' |
| M              | 9  | Davie Selke       | 49' | 76' |
| A              | 11 | Julian Brandt     |     |     |
| A              | 17 | Serge Gnabry      |     |     |
| Substituições: |    |                   |     |     |
|                | 16 | Grischa Prömel    | 78' | 67' |
|                | 18 | Nils Petersen     |     | 76' |
| Treinador:     |    |                   |     |     |
| Horst Hrubesch |    |                   |     |     |

## Classificação final

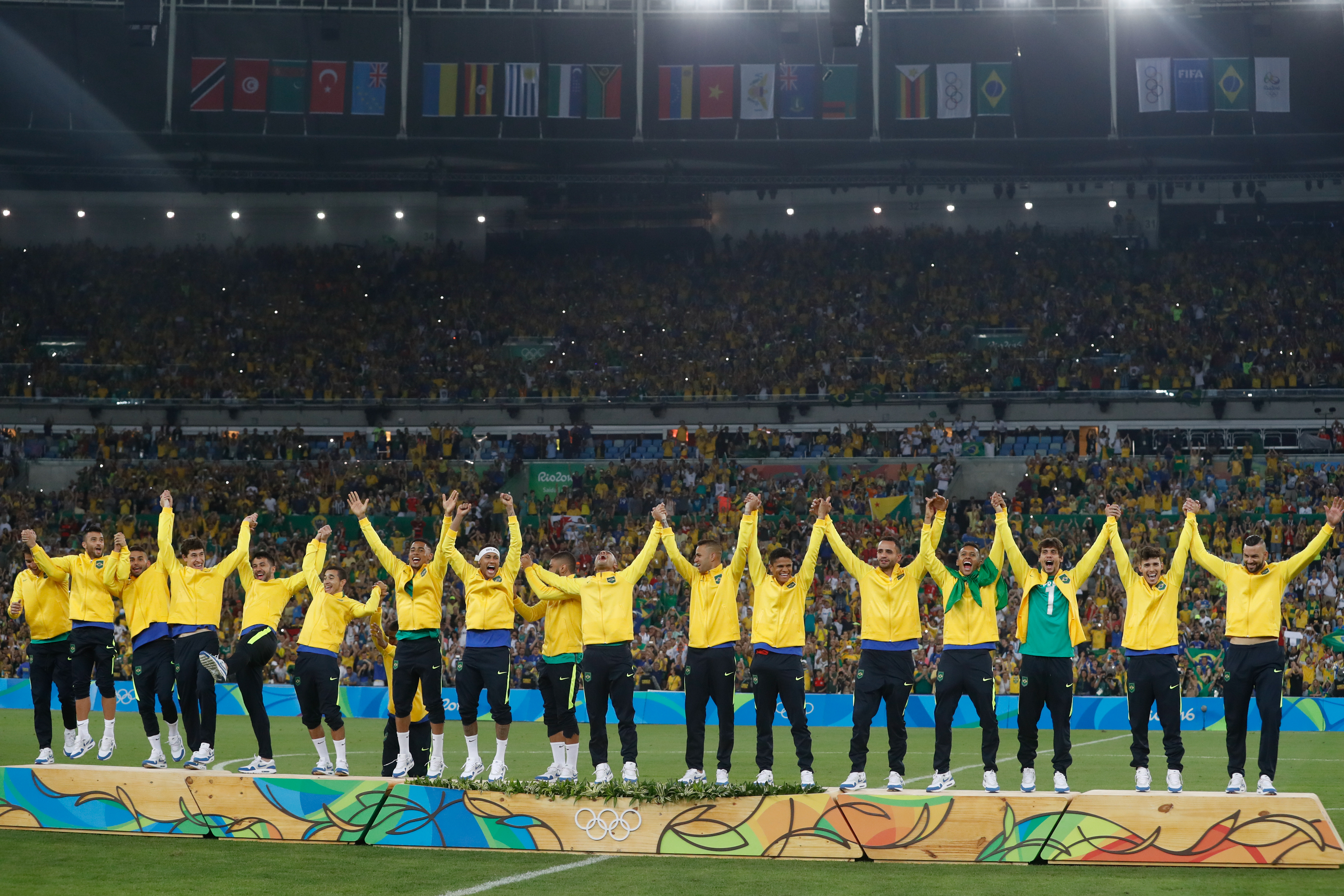
Pela primeira vez o Brasil subiu ao lugar mais alto do pódio no futebol.

| Pos.              | Equipe            | PG | J | V | E | D | GP | GC | SG  |
| ----------------- | ----------------- | -- | - | - | - | - | -- | -- | --- |
| Medalha de ouro   | BRA Brasil        | 12 | 6 | 3 | 3 | 0 | 13 | 1  | +12 |
| Medalha de prata  | GER Alemanha      | 12 | 6 | 3 | 3 | 0 | 22 | 6  | +16 |
| Medalha de bronze | NGR Nigéria       | 12 | 6 | 4 | 0 | 2 | 11 | 10 | +1  |
| 4                 | HON Honduras      | 7  | 6 | 2 | 1 | 3 | 8  | 14 | –6  |
| 5                 | KOR Coreia do Sul | 7  | 4 | 2 | 1 | 1 | 12 | 4  | +8  |
| 6                 | POR Portugal      | 7  | 4 | 2 | 1 | 1 | 5  | 6  | –1  |
| 7                 | COL Colômbia      | 5  | 4 | 1 | 2 | 1 | 6  | 6  | 0   |
| 8                 | DEN Dinamarca     | 4  | 4 | 1 | 1 | 2 | 1  | 6  | –5  |
| 9                 | MEX México        | 4  | 3 | 1 | 1 | 1 | 7  | 4  | +3  |
| 10                | JPN Japão         | 4  | 3 | 1 | 1 | 1 | 7  | 7  | 0   |
| 11                | ARG Argentina     | 4  | 3 | 1 | 1 | 1 | 3  | 4  | –1  |
| 12                | IRQ Iraque        | 3  | 3 | 0 | 3 | 0 | 1  | 1  | 0   |
| 13                | RSA África do Sul | 2  | 3 | 0 | 2 | 1 | 1  | 2  | –1  |
| 14                | ALG Argélia       | 1  | 3 | 0 | 1 | 2 | 2  | 4  | –2  |
| 15                | SWE Suécia        | 1  | 3 | 0 | 1 | 2 | 2  | 4  | –2  |
| 16                | FIJ Fiji          | 0  | 3 | 0 | 0 | 3 | 1  | 23 | –22 |

## Estatísticas

### Artilharia
Estes jogadores marcaram pelo menos um gol no torneio Olímpico de futebol masculino.
| 6 gols (2) - GER Nils Petersen - GER Serge Gnabry 4 gols (5) - BRA Neymar - GER Max Meyer - MEX Erick Gutiérrez - NGR Oghenekaro Etebo - NGR Umar Sadiq 3 gols (8) - COL Teófilo Gutiérrez - BRA Gabriel Jesus - BRA Luan - HON Anthony Lozano - KOR Kwon Chang-hoon - KOR Ryu Seung-woo - KOR Suk Hyun-jun - POR Gonçalo Paciência 2 gols (10) - ALG Sofiane Bendebka - BRA Gabriel | 2 gols (continuação) - COL Dorlan Pabón - GER Davie Selke - GER Matthias Ginter - HON Alberth Elis - HON Marcelo Pereira - JPN Takuma Asano - KOR Son Heung-min - NGA Aminu Umar 1 gol (29) - ALG Baghdad Bounedjah - ALG Mohamed Benkablia - ARG Ángel Correa - ARG Jonathan Calleri - ARG Mauricio Martínez - BRA Marquinhos - DEN Robert Skov - FIJ Roy Krishna - GER Lukas Klostermann - GER Philipp Max - HON Romell Quioto | 1 gol (continuação) - IRQ Saad Abdul-Amir - JPN Musashi Suzuki - JPN Shinya Yajima - JPN Shinzo Koroki - JPN Shoya Nakajima - JPN Takumi Minamino - KOR Hwang Hee-chan - MEX Carlos Salcedo - MEX Oribe Peralta - MEX Rodolfo Pizarro - NGR John Obi Mikel - POR Pité - POR Tobias Figueiredo - RSA Gift Motupa - SWE Astrit Ajdarević - SWE Mikael Ishak Gols contra (1) - JPN Hiroki Fujiharu (para a Colômbia) |

## Públicos
O jogo com mais público nas bancadas foi o que opôs Brasil a África do Sul na primeira jornada, ao passo que a final ficou com o terceiro maior público. Ao todo, mais de um milhão de espectadores assistiram ao torneio masculino.

### Maiores públicos
| Nº | Público | Seleção       | Placar      | Seleção       | Estádio             | Data         | Fase      |
| -- | ------- | ------------- | ----------- | ------------- | ------------------- | ------------ | --------- |
| 1  | 69 389  | Brasil        | 0–0         | África do Sul | Estádio Nacional    | 4 de agosto  | 1ª rodada |
| 2  | 65 289  | Brasil        | 0–0         | Iraque        | Estádio Nacional    | 7 de agosto  | 2ª rodada |
| 3  | 63 707  | Brasil        | 1–1 (5–4 p) | Alemanha      | Estádio do Maracanã | 20 de agosto | Final     |
| 4  | 55 412  | Portugal      | 0–4         | Alemanha      | Estádio Nacional    | 13 de agosto | Quartas   |
| 5  | 52 457  | Brasil        | 6–0         | Honduras      | Estádio do Maracanã | 17 de agosto | Semifinal |
| 6  | 41 560  | Brasil        | 2–0         | Colômbia      | Arena Corinthians   | 13 de agosto | Quartas   |
| 7  | 41 067  | Dinamarca     | 0–4         | Brasil        | Arena Fonte Nova    | 10 de agosto | 3ª rodada |
| 8  | 37 742  | África do Sul | 1–1         | Iraque        | Arena Corinthians   | 10 de agosto | 3ª rodada |
| 9  | 37 450  | Argentina     | 2–1         | Argélia       | Estádio Olímpico    | 7 de agosto  | 2ª rodada |
| 10 | 37 407  | Portugal      | 2–0         | Argentina     | Estádio Olímpico    | 4 de agosto  | 1ª rodada |

### Menores públicos
| Nº | Público | Seleção   | Placar | Seleção       | Estádio          | Data         | Fase      |
| -- | ------- | --------- | ------ | ------------- | ---------------- | ------------ | --------- |
| 1  | 9 091   | Honduras  | 2–3    | Nigéria       | Estádio Mineirão | 20 de agosto | 3º lugar  |
| 2  | 11 200  | Fiji      | 1–5    | México        | Arena Fonte Nova | 7 de agosto  | 2ª rodada |
| 3  | 13 787  | Argélia   | 1–1    | Portugal      | Estádio Mineirão | 10 de agosto | 3ª rodada |
| 4  | 16 000  | Fiji      | 0–8    | Coreia do Sul | Estádio Nacional | 4 de agosto  | 1ª rodada |
| 5  | 16 029  | Argentina | 1–1    | Honduras      | Estádio Olímpico | 10 de agosto | 3ª rodada |
| 6  | 16 500  | México    | 2–2    | Alemanha      | Arena Fonte Nova | 4 de agosto  | 1ª rodada |
| 7  | 16 521  | Alemanha  | 10–0   | Fiji          | Estádio Mineirão | 10 de agosto | 3ª rodada |
| 8  | 17 121  | Alemanha  | 3–3    | Coreia do Sul | Arena Fonte Nova | 7 de agosto  | 2ª rodada |
| 9  | 17 821  | Japão     | 1–0    | Suécia        | Arena Fonte Nova | 10 de agosto | 3ª rodada |
| 10 | 18 000  | Iraque    | 0–0    | Dinamarca     | Estádio Nacional | 4 de agosto  | 1ª rodada |